# Castilleja nana
Castilleja nana är en snyltrotsväxtart som beskrevs av Alice Eastwood. Castilleja nana ingår i släktet målarborstar, och familjen snyltrotsväxter. Inga underarter finns listade i Catalogue of Life.

## Bildgalleri

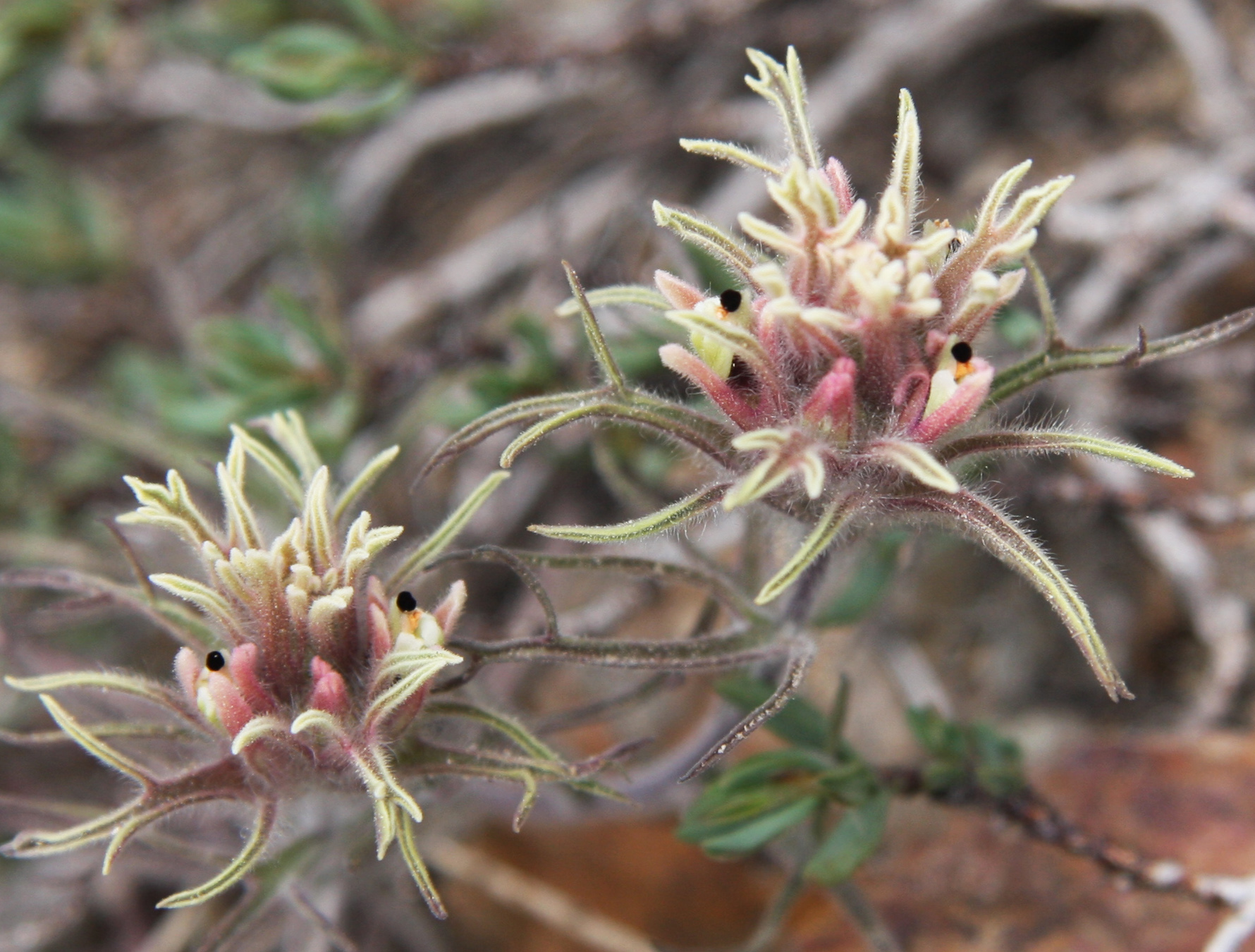
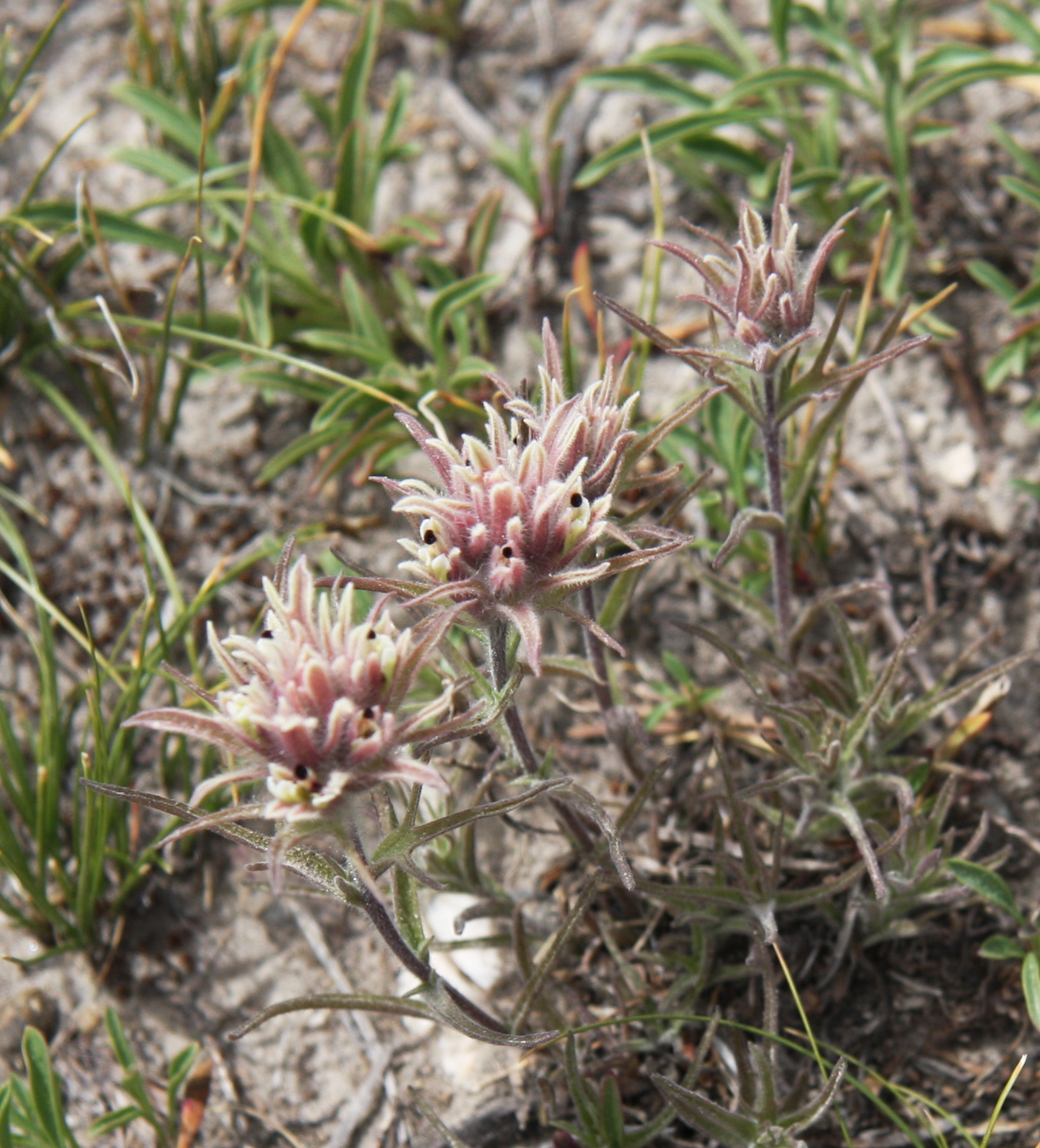
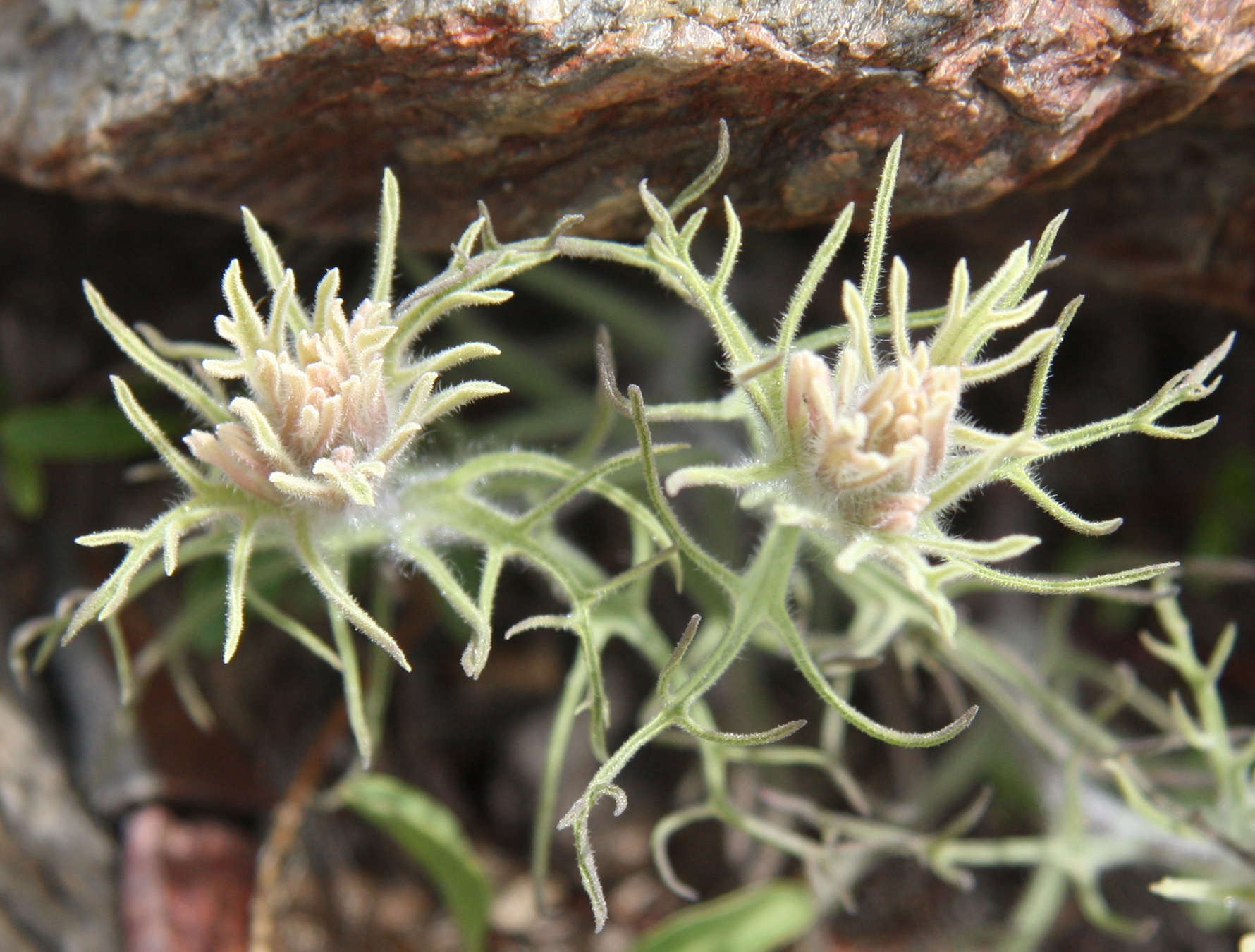
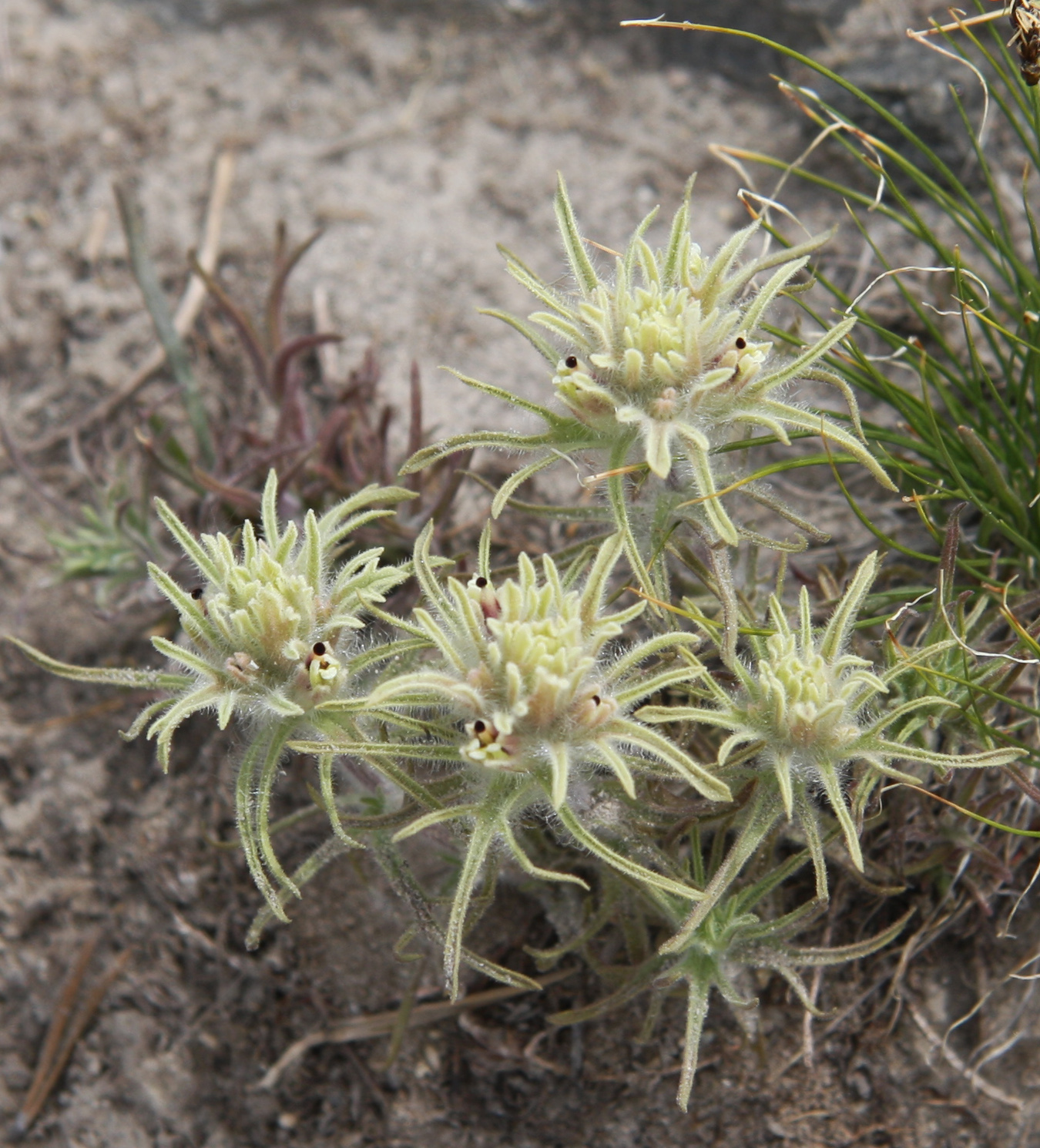